# 영주시·영양군·봉화군
영주시·영양군·봉화군은 대한민국의 국회의원 선거구이다. 경상북도 영주시, 영양군, 봉화군을 관할한다. 현 지역구 국회의원은 국민의힘의 임종득이다.

## 역사
제22대 국회의원 선거를 앞두고 실시된 선거구 획정 과정에서 기존의 영주시·영양군·봉화군·울진군 선거구에 있던 울진군이 의성군·청송군·영덕군·울진군 선거구를 이루게 됨에 따라 남은 영주시, 영양군, 봉화군이 하나의 선거구를 이루게 되면서 신설되었다.

## 관할 구역
| 대수  | 관할 구역                           |
| ----- | ----------------------------------- |
| 22대~ | 영주시 일원 영양군 일원 봉화군 일원 |

## 역대 국회의원
| 선거   | 정당 | 정당     | 의원   |
| ------ | ---- | -------- | ------ |
| 2024년 |      | 국민의힘 | 임종득 |

## 역대 선거 결과

### 대한민국 제22대 국회의원 선거
|  | 73.71% |

|  | 26.28% |

## 같이 보기
- 영주시의 국회의원
- 영양군의 국회의원
- 봉화군의 국회의원